# Арагонские кортесы
Арагонские кортесы (исп. Cortes de Aragón, араг. Cortz d'Aragón) — региональный парламент автономного сообщества Арагон в Испании. Осуществляет законодательную функцию в автономном сообществе, утверждает региональный бюджет, формирует правительство автономии и контролирует его деятельность, а также осуществляет иные полномочия, согласно Конституции Испании от 1978 года, Статута автономии Арагон и других законодательных норм. Региональный парламент из числа своих членов избирает премьер-министра, совет и постоянную делегацию. В состав кортесов входит 67 депутатов.
Арагонские кортесы ведут начало от встреч представителей сословий с арагонскими королями, первая из которых состоялась по инициативе монарха в 1162 году. С 1188 по 1707 год проходили на постоянной основе. 3 апреля 1711 года по декрету Нуэва-Плата они были упразднены. Восстановлены в 1983 году после признания за Арагоном статута автономии.

## Исторические кортесы
Одной из обязанностей короля Арагона был созыв кортесов не реже одного раза в пять лет, а после унии с Каталонией монарх должен был созывать их ежегодно. Основной деятельностью кортесов было судебное разбирательство. Они занимались разрешением споров между отдельными лицами и городами, рассматривали жалобы, в том числе в отношении военных и дворян. На кортесах принимались законы и проходило голосование по налоговым вопросам. Они состояли из четырёх сословий: духовенства, грандов, дворян и горожан.
Для принятия важных законов требовалось единодушное согласие всех четырёх сословий — «nemine descriptante». Однако каждый член кортесов мог наложить вето на любой закон. В этом случае решение записывалось, как «unamiter excepto NN», что позволяло вести дальнейшие дебаты и дискуссии по вопросу. Если стороны не могли прийти к согласию, право решения предоставлялось членам постоянного комитета, который состоял из двух представителей каждого сословия. Постоянный комитет должен был выяснить, было ли большинство голосов по вопросу обоснованным или нет. Арагонские кортесы послужили образцом для парламентов королевств Сардинии и Сицилии. В начале XVIII века король Филипп V упразднил их.

## Современные кортесы
В 1983 году, в соответствии со статьей 12 Устава автономии Арагона, были восстановлены местные кортесы. В статье 16 того же Устава были прописаны функции арагонского парламента, такие как избрание премьер-министра Арагона, утверждение его прав и обязанностей, законотворческая деятельность, внесение поправок в Конституцию Арагона и утверждение местного бюджета. В обязанности кортесов входит контроль за финансово-кредитной деятельностью правительства и назначение Генерального аудитора для Арагона. Кроме того, арагонский парламент отправляет часть своих депутатов в Мадрид для работы в сенате Испании.

## Главы парламента
- Антонио Эмбид Ирухо (1983—1987, PSOE)
- Хуан Батиста Монсеррат Мензана (1987—1991, CDS)
- Анхель Кристобаль Монтес (1991—1995, PP de Aragón)
- Эмилио Эйроа Гарсия (1995—1999, PAR)
- Хосе Мария Мур (1999—2003, PAR)
- Франсиско Пина Куэнка (2003—2011, PSOE)
- Хосе Анхель Биль (2011—2015, PP de Aragón)
- Антонио Коскуллуэла Бергва (2015—настоящее время, PSOE)